# Lasiognathus
Genre
Répartition géographique
- : Lasiognathus saccostoma
- : Lasiognathus intermedius
- : Lasiognathus amphirhamphus
- : Lasiognathus waltoni
- : Lasiognathus beebei
- : Lasiognathus sp.

Lasiognathus est un genre de poissons de la famille des Thaumatichthyidae, vivant dans les abysses.

## Etymologie
Lasiognathus vient du Grec ancien lasios, "poilu", et gnathos, "mâchoire".

## Liste d'espèces
Selon ITIS:
- Lasiognathus beebei Regan & Trewavas, 1932
- Lasiognathus intermedius Bertelsen & Pietsch, 1996
- Lasiognathus saccostoma Regan, 1925
- Lasiognathus waltoni Nolan & Rosenblatt, 1975

Auxquels FishBase et WRMS ajoutent :
- Lasiognathus amphirhamphus Pietsch, 2005